# میلی وانیلی
میلی وانیلی (به انگلیسی: Milli Vanilli) گروه موسیقی آلمانی-فرانسوی بود.

## دوران موفقیت
میلی وانیلی در سال ۱۹۸۸ با تک ترانه‌های «تو می دانی این حقیقت دارد» و «شماره من را فراموش نکن» به شهرت زیادی دست یافت و میلیون‌ها نسخه از این ترانه‌ها به فروش رسید. آنها در ۱۹۹۰ جایزه گرمی بهترین هنرمند جدید را از آن خود کردند و در مدتی کوتاه این گروه به موفقیت‌های زیادی رسید.

## رسوایی گروه
این گروه در اوج شهرت بود اما اوضاع به همین خوبی ادامه نیافت، اواخر سال ۱۹۹۰ فرانک فاریان تحت فشار خواننده‌های واقعی این گروه ناچار شد اعتراف کند موروان و پیلاتوس خواننده‌های اصلی این ترانه‌ها نیستند و در کنسرت‌ها لب می‌زنند.
به دنبال این رسوایی، اعضاء میلی وانیلی درگیر پرونده ای حقوقی شدند و جایزه گرمی نیز از آنها پس گرفته شد. پیلاتوس در ۱۹۹۸ بر اثر مصرف بیش از حد مواد مخدر در ۳۲ سالگی درگذشت. موروان مدتی در رادیو مجری موسیقی پاپ بود، اما هیچ وقت موفق نشد خود را از این رسوایی رها کند.
ایده این فریب کاری و تقلب همیشه جالب بوده‌است و در این مورد شما با آدم‌هایی طرف هستید که بزرگترین کلاهبرداری ممکن را انجام دادند آن‌ها ۳۰ میلیون تک ترانه فروختند و ۱۱ میلیون آلبوم و بعد به بزرگترین منشأ خنده در دنیای سرگرمی تبدیل شدند.